# Бланден, Эдмунд
Эдмунд Чарльз Бланден (англ. Edmund Charles Blunden) CBE MC (1 ноября 1896 — 20 января 1974) — английский поэт, писатель и критик. Как и его друг Зигфрид Сассун, он писал о своем опыте Первой мировой войны в стихах и в прозе. На протяжении большей части своей карьеры Бланден также был рецензентом английских изданий и академиком в Токио, а затем в Гонконге. Он закончил свою карьеру в качестве профессора поэзии в Оксфордском университете. Шесть раз номинировался на Нобелевскую премию по литературе.

## Ранние года
Родившийся в Лондоне, Бланден был старшим из девяти детей Чарльза Эдмунда Бландена (1871—1951) и его жены Джорджины Маргарет, урождённой Тайлер, которые были содиректорами школы Ялдинг. Бланден получил образование в Больнице Христа и Королевском колледже в Оксфорде.

## Первая Мировая Война
В сентябре 1915 года во время Первой мировой войны Бланден был назначен младшим лейтенантом в Королевский Сассексский полк британской армии. Он был направлен в 11-й (служебный) батальон (1-й Саут-Даун) Королевского Сассексского полка, подразделение армии Китченера, входившее в состав 116-й бригады 39-й дивизии в мае 1916 года, через два месяца после прибытия батальона во Францию. Он служил в батальоне на Западном фронте до конца войны, принимая участие в действиях при Ипре и Сомме, а затем в 1917 году в битве при Пашендале. В январе 1917 года он был награждён Военным крестом (MC) за «выдающуюся храбрость в бою».
Бланден пережил почти два года на передовой без физических травм (несмотря на то, что отравление газом в октябре 1917 г.), но до конца жизни он носил душевные шрамы от пережитого. С характерным самоуничижением он приписывал своё выживание своим миниатюрным размерам, которые делали его «неприметной мишенью». Его собственный рассказ о пережитом был опубликован в 1928 году под названием «Подтексты войны».

## Университет
Бланден ушел из армии в 1919 году и получил стипендию в Оксфорде, которую он выиграл, ещё учась в школе. На том же курсе английской литературы учился Роберт Грейвс, и они были близкими друзьями во время совместной учёбы в Оксфорде, но Бланден нашел университетскую жизнь неудовлетворительной и в 1920 году покинул университет, чтобы заняться литературной карьерой, сначала работая ассистентом Миддлтона Мюрри на «Атенеум».

## Писатель
Одним из первых сторонников был Зигфрид Сассун, который стал другом на всю жизнь. В 1920 году Бланден опубликовал сборник стихов «The Wagoner» и вместе с Аланом Портером редактировал стихи Джона Клэра (в основном из рукописи Клэр).
Следующая книга стихов Бландена, «Пастух», опубликованная в 1922 году, получила премию Хоторндена, но его поэзия, хотя и получила хорошие отзывы, не давала достаточно средств к существованию. В 1924 году он принял должность профессора английского языка в Токийском университете. В декабре 1925 года он посвятил стихотворение «ВВЕРХ! ВВЕРХ!» (англ. UP!UP!) регбистам университета, и это стихотворение стало гимном RFC Токийского университета. Он вернулся в Англию в 1927 году и в течение года был литературным редактором газеты Nation. В 1927 году опубликовал короткую книгу «О стихах Генри Воана, характеристики и намеки», в которой его основные латинские стихи были тщательно переведены на английский стих (Лондон: H. Cobden-Sanderson, 1927), расширив и пересмотрев эссе, которое он опубликовал в ноябре 1926 года в «London Mercury». В 1931 году он вернулся в Оксфорд в качестве члена Мертон-колледжа, где его высоко ценили как наставника. За годы своего пребывания в Оксфорде Бланден много публиковался: несколько сборников стихов, в том числе «Выбор или шанс» (1934) и «Ракушки у ручья» (1944), прозаические произведения о Чарльзе Лэмбе; Эдварде Гиббон; Ли Ханте; Перси Шелли; Джоне Тейлоре; Томасе Харди; и книгу об игре, которую он любил, «Страна крикета» (1944). Он вернулся к писательству на полную ставку в 1944 году, став помощником редактора The Times Literary Supplement. В 1947 году он вернулся в Японию в качестве члена британской миссии по связям в Токио. В 1953 году, после трехлетнего пребывания в Англии, он принял должность профессора английской литературы в Университете Гонконга.

## Поздняя жизнь
Бланден вышел на пенсию в 1964 году и поселился в Саффолке. В 1966 году он был выдвинут на должность профессора поэзии в Оксфорде вместо Грейвса; с некоторыми опасениями он согласился баллотироваться и был избран подавляющим большинством голосов, опередив другого кандидата, Роберта Лоуэлла. Однако теперь он посчитал, что публичные лекции слишком тяжелы для него, и через два года ушел в отставку.
Он умер от сердечного приступа в своем доме в Лонг Мелфорде, Саффолк, в 1974 году и похоронен на кладбище церкви Святой Троицы в Лонг-Мелфорде.

## Личная жизнь
Бланден был женат трижды. Ещё находясь в армии, он познакомился и женился на Мэри Дейнс в 1918 году. У них было трое детей, первый из которых умер в младенчестве. Они развелись в 1931 году, а в 1933 году Бланден женился на Сильве Норман, молодой писательнице и критике. Этот брак, который был бездетным, был расторгнут в 1945 году. В том же году он женился на Клэр Маргарет Пойнтинг (1918—2000), одной из своих бывших учениц. Вместе у них было четыре дочери, в том числе Маргарет, Люси и Фрэнсис. Находясь в Японии летом 1925 года, он встретил Аки Хаяси, и у них завязались отношения. Когда Бланден вернулся в Англию в 1927 году, Аки сопровождала его и стала его секретарем. Позже отношения изменились с романтических на платоническую дружбу, и они дружили до конца её жизни.

Любовь Бландена к крикету, воспетая в его книге «Страна крикета», биограф Филип Зиглер описывает как фанатичную. В некрологе в «Guardian» было написано: «Он любил крикет… и играл в него страстно и очень плохо», а в обзоре «Страны крикета» Джордж Оруэлл назвал его «настоящим игроком в крикет»:
Испытание настоящего игрока в крикет состоит в том, что он должен предпочесть деревенский крикет «хорошему» крикету… Самые дружеские воспоминания Бландена связаны с неформальной деревенской игрой, где все играют в подтяжках, где кузнеца могут вызвать в середине забега на срочную работу, а иногда, примерно в то время, когда начинает тускнеть свет, мяч, загнанный за четыре, убивает кролика на границе.
В 2009 году в знак признательности книге и её автору бангалорский писатель Суреш Менон написал:
Любая книга о крикете, в которой легко рассказывается о Генри Джеймсе, Зигфриде Сассуне, Ранджи, Грейс, Ричарде Бертоне (писателе, а не актере) и Кольридже, непременно обладает особым очарованием. Как говорит Бланден, «игра, которая вообще заставила меня писать, не заканчивается на границе, а отражается за её пределами, отдается эхом и варьируется там, среди садов и амбаров, лощин и зарослей, и принадлежит какому-то более широкому кругу».
Возможно, именно это пытаются сказать все книги о крикете.
У Бландена было отменное чувство юмора. В Гонконге он наслаждался лингвистическими недоразумениями, такими как меню в ресторане, в котором предлагались «жареные яйца креветки», и школьник, написавший: «В Гонконге на каждой автобусной остановке есть квир».
Об уважении его коллег-поэтов к Бландену свидетельствует участие в обеде в его честь, для которого Сесил Дэй-Льюис и Уильям Пломер специально написали стихи; гостями были Т. С. Элиот и Вальтер де ла Мар; а Сассун предоставил бургундское вино.

## Награды
Среди общественных наград Бландена — CBE 1951 года; золотая медаль королевы за поэзию, 1956 г.; медаль Бенсона Королевского литературного общества; Орден Восходящего Солнца 3-й степени (Япония), 1963 г.; и почетное членство в Японской академии.
11 ноября 1985 года Бланден был среди 16 поэтов Великой войны, увековеченных на сланцевом камне, открытом в Уголке поэтов в Вестминстерском аббатстве. Надпись на камне была написана поэтом времен Первой мировой войны Уилфредом Оуэном: «Моя тема — война и жалость к войне. Поэзия — в жалости».

## Работы
Творчество Бландена было плодовитым. Тем, кто считал, что он публикует слишком много, он цитировал замечание Уолтера де ла Мара о том, что время — лучший редактор поэта.
Поэзия:
- «Стихи 1913 и 1914 годов» (англ. Poems 1913 and 1914) (1914);
- «Стихи в переводе с французского» (англ. Poems Translated from the French) (1914);
- «Три стихотворения» (англ. Three Poems) (1916);
- «Сарай» (англ. The Barn) (1916);
- «Серебряная птица мельницы Херндайк» (англ. The Silver Bird of Herndyke Mill);
- «Стейн-стрит» (англ. Stane Street);
- «Боги нижнего мира» (англ. The Gods of the World Beneath) (1916);
- «Предвестники» (англ. The Harbingers) (1916);
- «Пастораль» (англ. Pastorals) (1916);
- «Ваггонер и другие стихи» (англ. The Waggoner and Other Poems) (1920);
- «Пастух и другие стихи о мире и войне» (англ. The Shepherd, and Other Poems of Peace and War) (1922);
- «Старые дома» (англ. Old Homes) (1922);
- «К природе: новые стихи» (англ. To Nature: New Poems) (1923);
- «Мёртвые письма» (англ. Dead Letters) (1923);
- «Маски времени: новый сборник стихов преимущественно медитативного характера» (англ. Masks of Time: A New Collection of Poems Principally Meditative) (1925);
- «Японская гирлянда» (англ. Japanese Garland) (1928);
- «Отступление» (англ. Retreat) (1928);
- «Зимние ночи: Воспоминание» (англ. Winter Nights: A Reminiscence) (1928);
- «Близко и далеко: новые стихи» (англ. Near and Far: New Poems) (1929);
- «Летняя фантазия» (англ. A Summer's Fancy) (1930);
- «Фемиде: стихи о знаменитых испытаниях» (англ. To Themis: Poems on Famous Trials) (1931);
- «Констанция и Франциск: Осенний вечер» (англ. Constantia and Francis: An Autumn Evening) (1931);
- «Дом на полпути: Сборник новых стихов» (англ. Halfway House: A Miscellany of New Poems) (1932);
- «Выбор или шанс: новые стихи» (англ. Choice or Chance: New Poems) (1934);
- «Стихи: Его Королевскому Высочеству герцогу Виндзорскому» (англ. Verses: To H. R. H. The Duke of Windsor) (1936);
- «Элегия и другие стихи» (англ. An Elegy and Other Poems) (1937);
- «В нескольких случаях» (англ. On Several Occasions) (1938);
- «Стихи 1930—1940» (англ. Poems, 1930–1940) (1940);
- «Раковины у ручья» (англ. Shells by a Stream) (1944);
- «После бомбардировки и другие короткие стихи» (англ. After the Bombing, and Other Short Poems) (1949);
- «На восток: подборка оригинальных и переведенных стихов» (англ. Eastward: A Selection of Verses Original and Translated) (1950);
- «Рекорды дружбы» (англ. Records of Friendship) (1950);
- «Гонконгский дом» (англ. A Hong Kong House) (1959);
- «Стихи о Японии» (англ. Poems on Japan) (1967).

Биографические книги о романтических личностях:
- «Исследование „Экзаминера“ Ли Ханта» (англ. Leigh Hunt's 'Examiner' Examined) (1928);
- «Ли Хант. Биография» (англ. Leigh Hunt. A Biography) (1930);
- «Чарльз Лэмб и его современники» (англ. Charles Lamb and his Contemporaries) (1933);
- «Эдвард Гиббон и его эпоха» (англ. Edward Gibbon and his Age) (1935);
- «Издатель Кита. Биография Джона Тейлора» (англ. Keat's Publisher. A Memoir of John Taylor) (1936);
- «Томас Харди» (англ. Thomas Hardy) (1941);
- «Шелли. История жизни» (англ. Shelley. A Life Story) (1946) с убедительными доказательствами на стр. 278 и 290, что Шелли был убит.

«Artists Rifles», компакт-диск с аудиокнигой, опубликованный в 2004 году, включает в себя чтение «Концертной партии, Буссебум» (англ. Concert Party, Busseboom) самим Бланденом, записанное в 1964 году Британским советом. Другие поэты Первой мировой войны, записанные на компакт-диске, включают Зигфрида Сассуна, Эджелла Рикворда, Грейвса, Дэвида Джонса и Лоуренса Биньона. Бландена также можно услышать в «Memorial Tablet», аудиокниге с чтениями Сассуна, выпущенной в 2003.

## Галерея

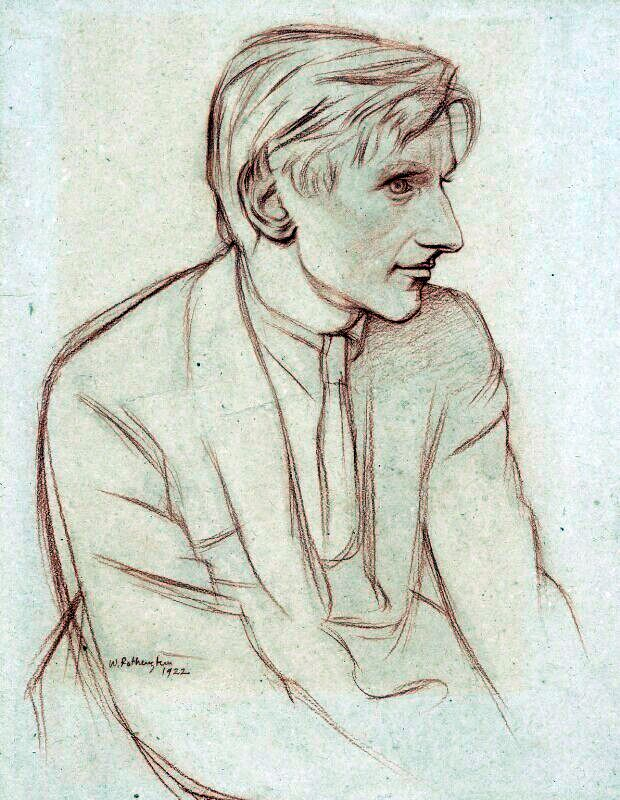
Эдмунд Бланден, Уильям Ротенштейн, мел, 1922 г.
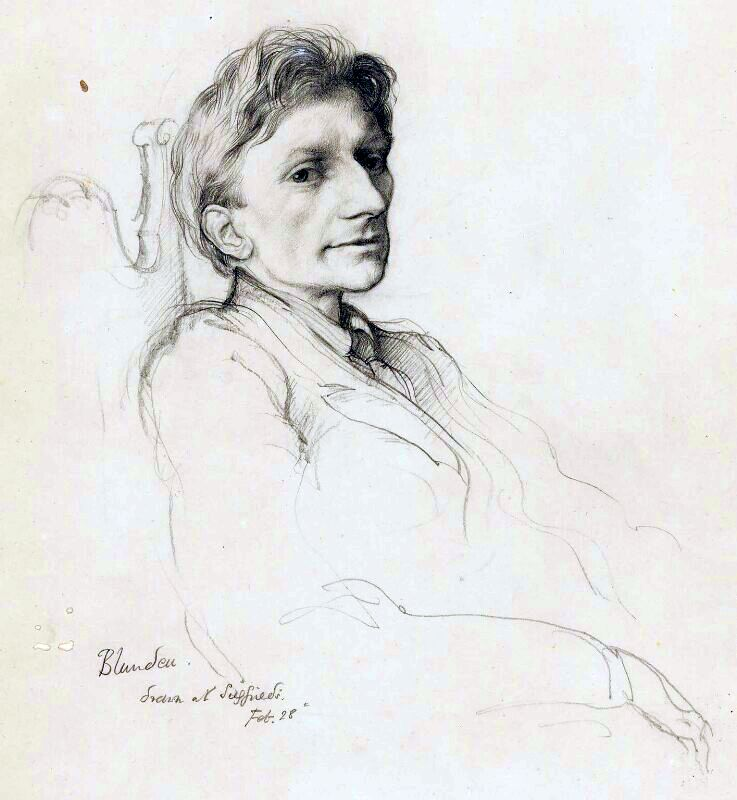
Эдмунд Бланден, Рекс Уистлер[англ.], карандаш, 1929 г.
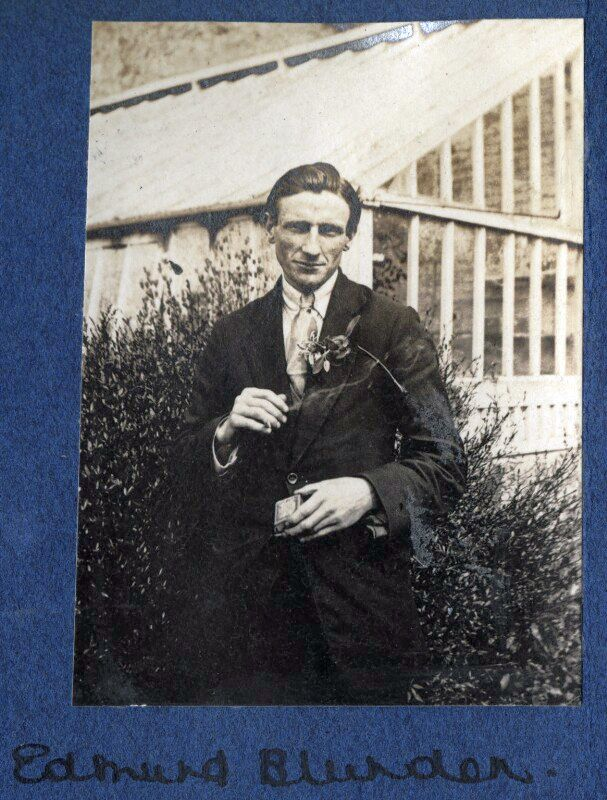
Эдмунд Бланден, леди Оттолайн Моррелл, винтажный снимок, 1920 г.
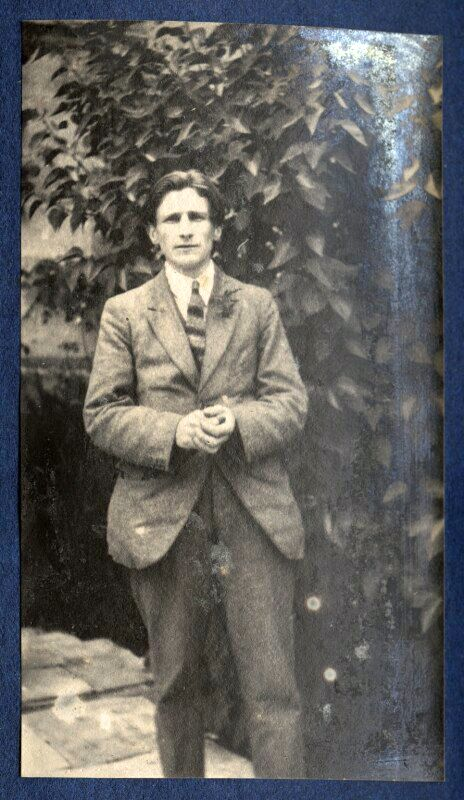
Эдмунд Бланден, леди Оттолайн Моррелл, винтажный снимок, 1923 г.